# デヴィル・ソールド・ヒズ・ソウル
デヴィル・ソールド・ヒズ・ソウル（英: Devil Sold His Soul）は、イギリス・ロンドン出身のメタルコア・バンド。2004年に結成。アンビエント要素を含んだメタルコア・サウンドが特徴で、ポストメタル的な側面もある。

## メンバー

### 現在のメンバー
- リック・チャップル (Richard Chapple) – ギター (2004年– )
- ジョニー・レンショー (Jonny Renshaw) – ギター (2004年– )
- エド・ギブス (Ed Gibbs) – ボーカル (2004年–2013年、2017年– )[3]
- アレックス・"レクス"・ウッド (Alex "Leks" Wood) – ドラム (2007年– )
- ジョゼフ・ノロッキー (Jozef Norocky) – ベース (2011年– )
- ポール・グリーン (Paul Green) – ボーカル (2013年– )[3]

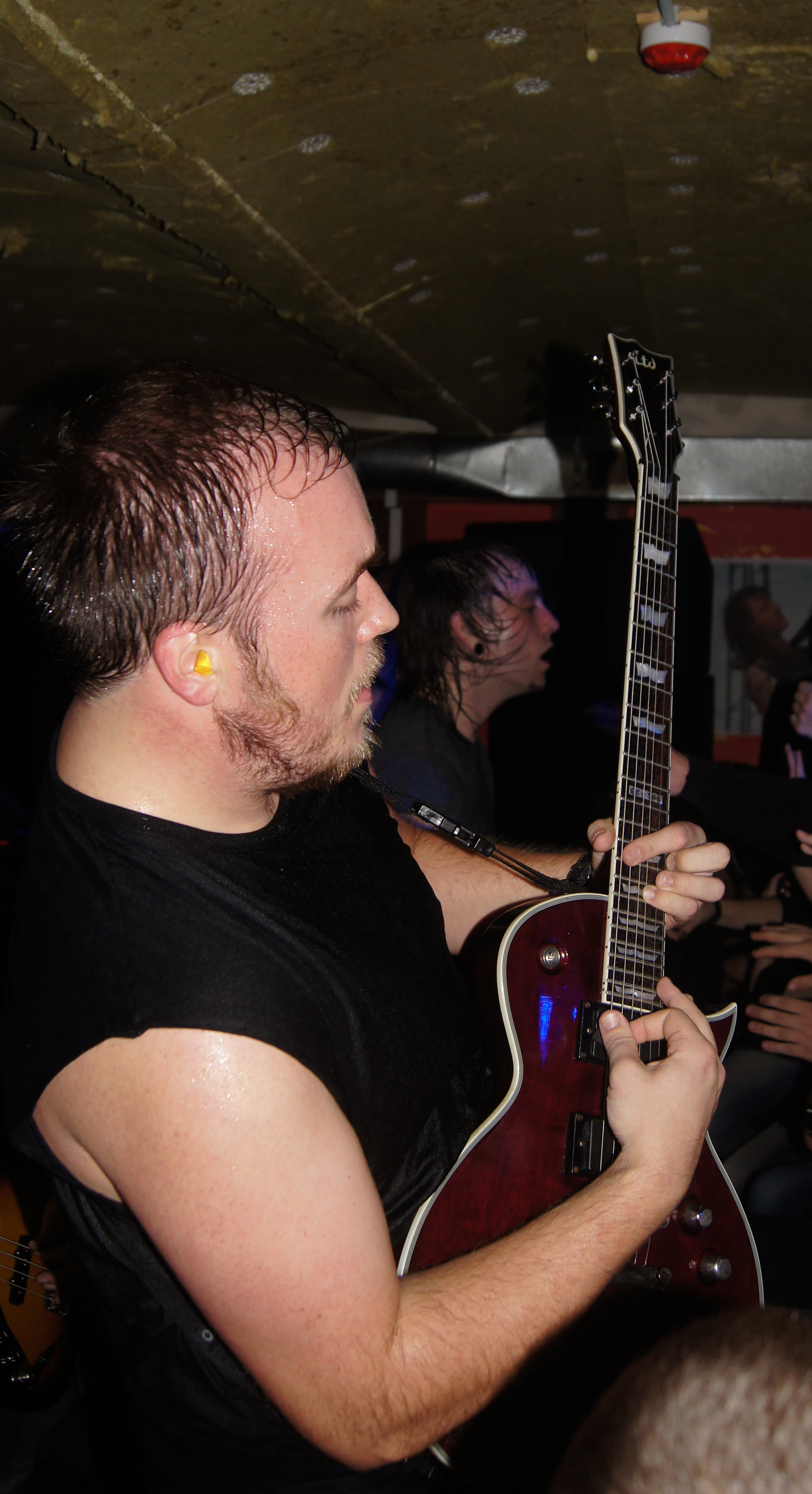
リック・チャップル (Gr）2011年
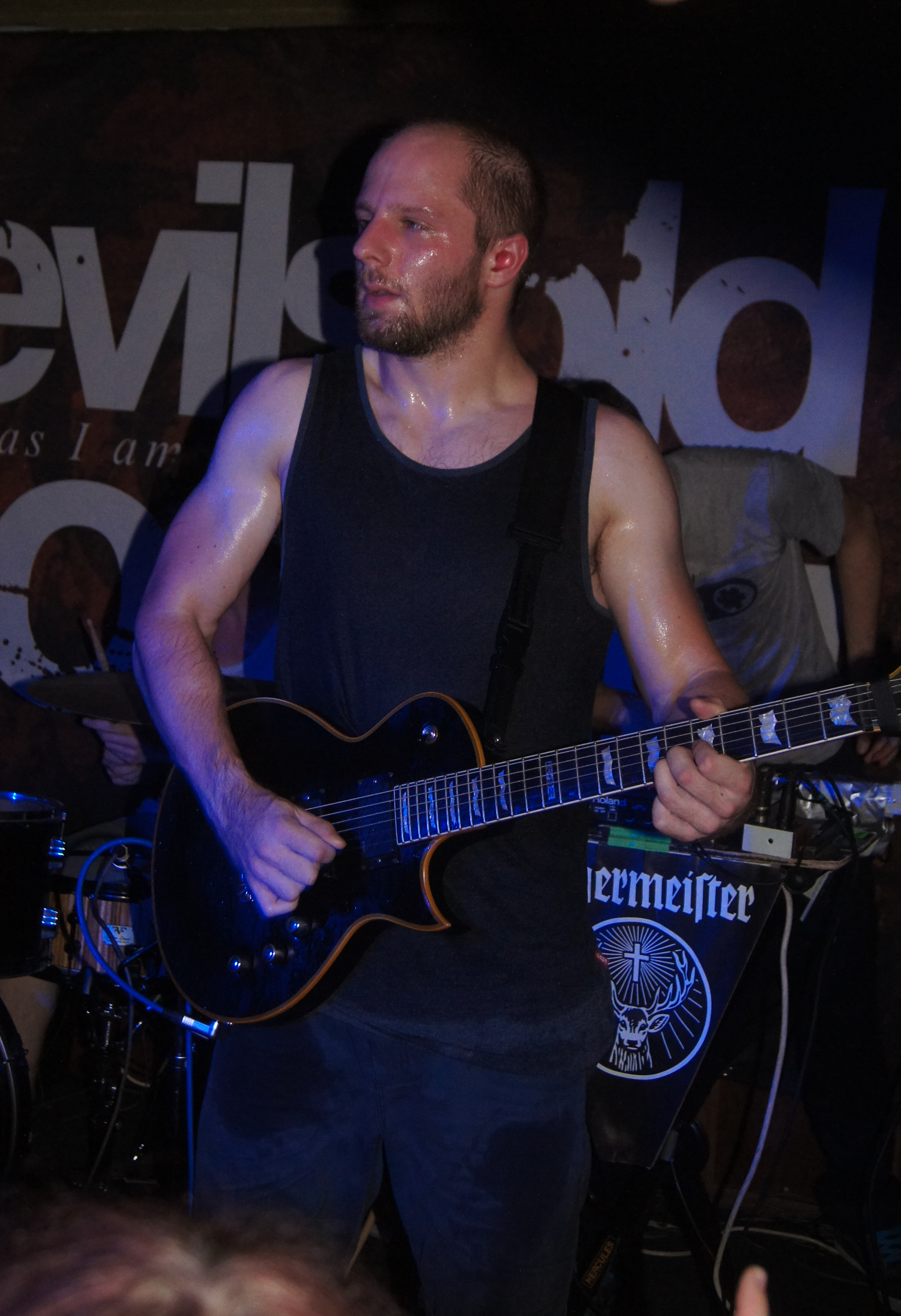
ジョニー・レンショー (Gr）2011年
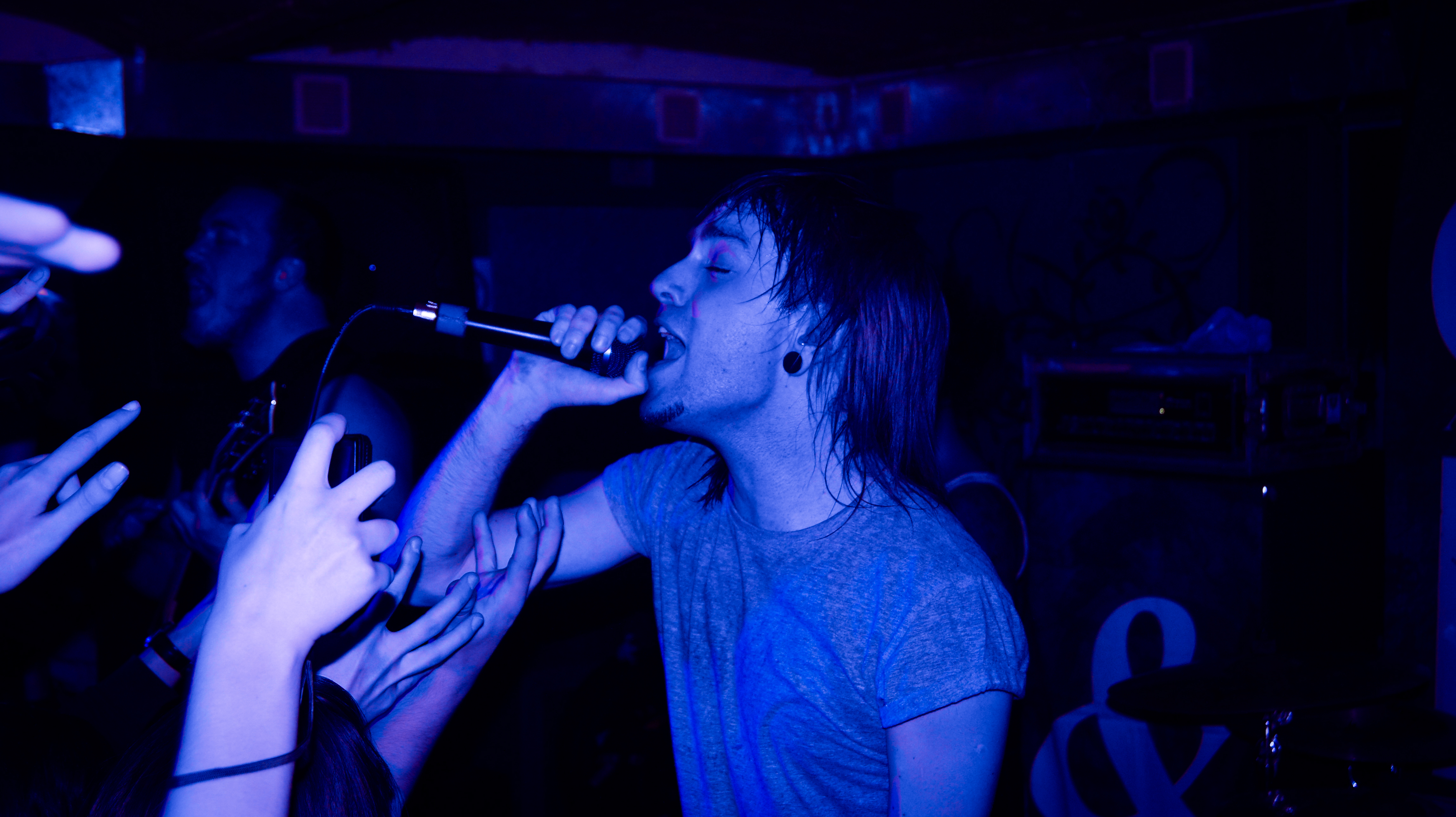
エド・ギブス（Vo）2011年
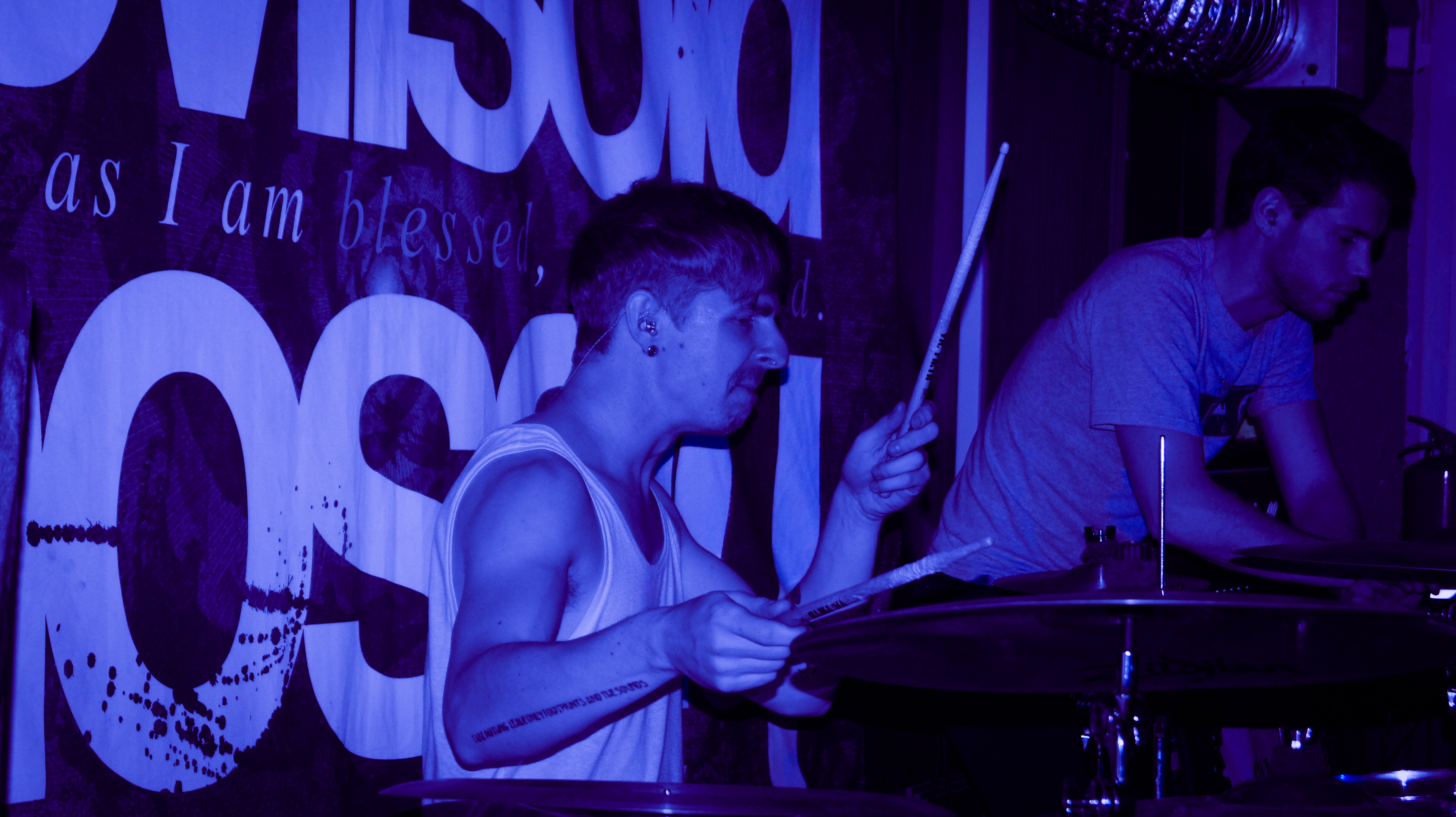
レクス・ウッド（Dr）2011年
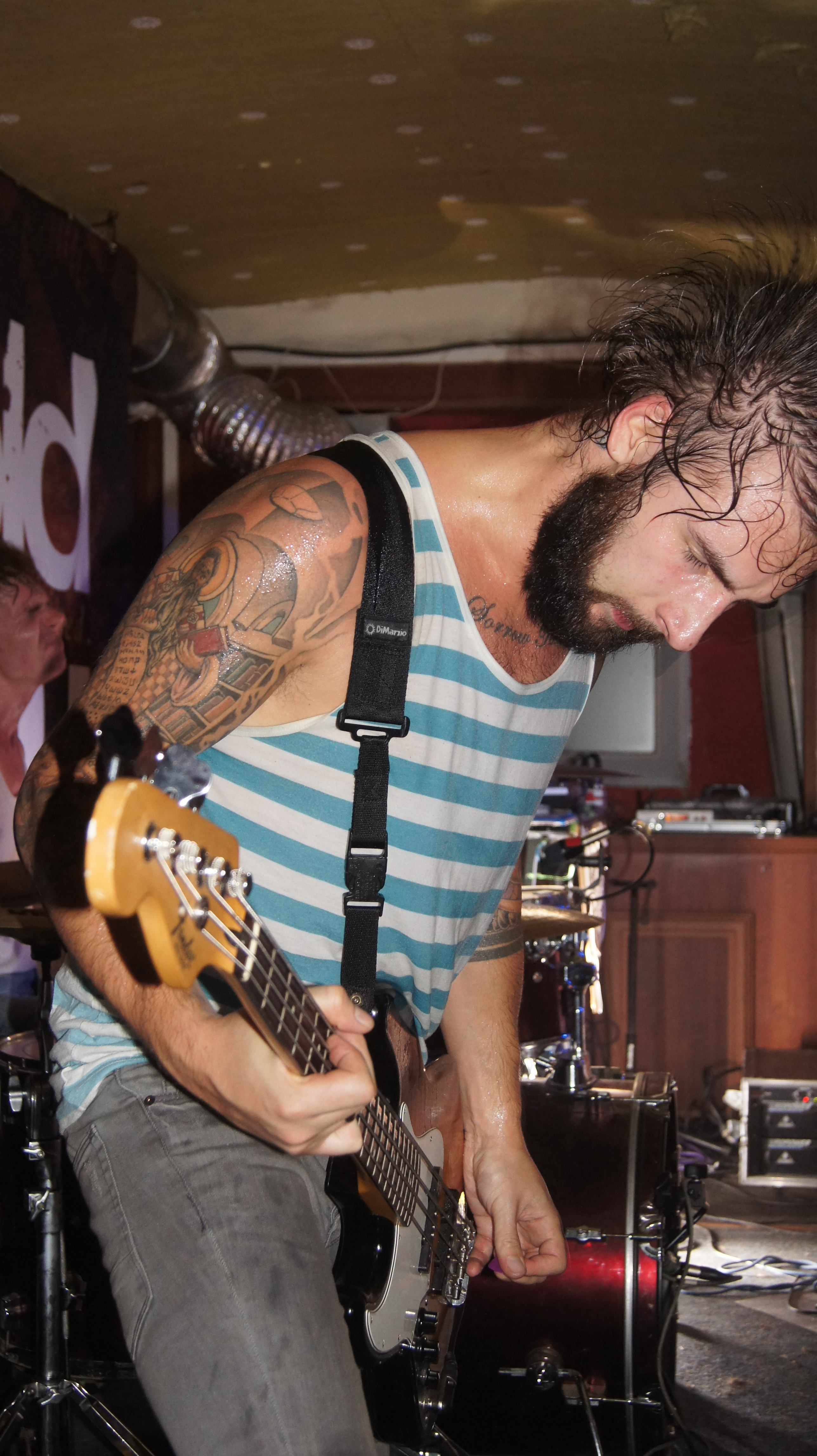
ジョゼフ・ノロッキー (B）2011年

### 旧メンバー
- トム・ハリマン (Tom Harriman) – ドラム (2004年–2006年)
- デイヴ・ロビンソン (Dave Robinson) – ドラム (2006年–2007年)
- イエイン・トロッター (Iain Trotter) – ベース (2004年–2011年)
- ポール・キトニー (Paul Kitney) – サンプリング (2004年–2020年)

## ディスコグラフィ

### スタジオ・アルバム
- A Fragile Hope (2007年)
- Blessed & Cursed (2010年)
- Empire of Light (2012年)
- 『ロス』 - Loss (2021年)

### EP
- Darkness Prevails (2005年)
- Belong ╪ Betray (2014年)

### スプリット
- Devil Sold His Soul/Tortuga (2008年)